# Digitaria gayana
Digitaria gayana là một loài thực vật có hoa trong họ Hòa thảo. Loài này được (Kunth) A.Chev. mô tả khoa học đầu tiên năm 1911.